# Caenopedina superba

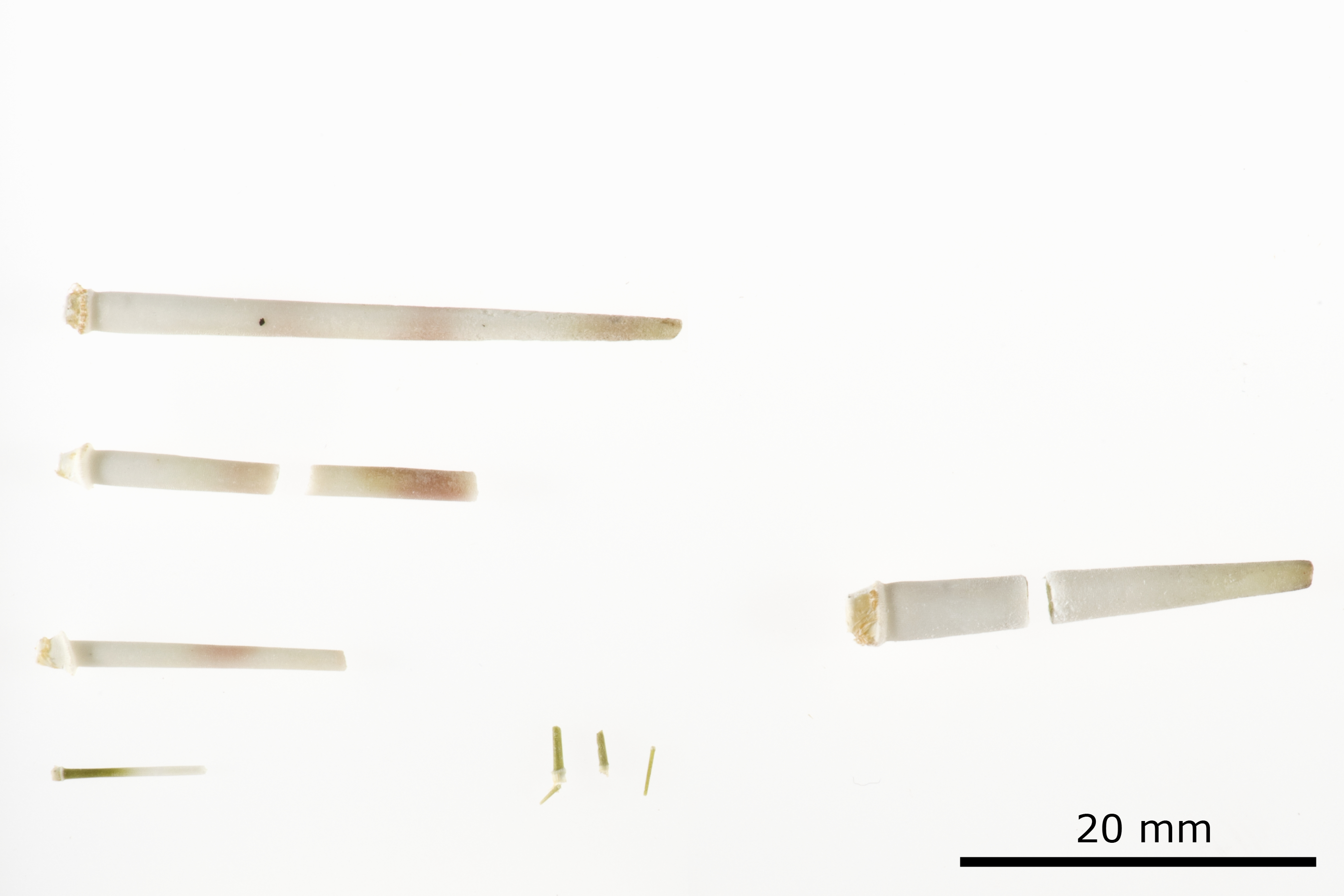
Deel van Coenopedina superba

Caenopedina superba is een zee-egel uit de familie Pedinidae.
De wetenschappelijke naam van de soort werd in 1925 gepubliceerd door Hubert Lyman Clark.